# 養父志乃夫
養父 志乃夫（やぶ しのぶ、1957年 - ）は、日本の農学者・環境学者・造園学者。専門は、自然生態環境工学。和歌山大学システム工学部環境システム学科自然環境システム大講座及び大学院システム工学研究科博士後期課程指導教授。大阪府出身。
平成２年から３年までNHKラジオ「子ども科学電話相談室」解説者をつとめる。
一般社団法人MIT顧問。環境再生田んぼ実践農民主宰。
ビオトープ管理士会・関東支部顧問のほか、NPO法人日本自然環境学習センターおよび日本自然学習実践センター顧問。日本造園学会評議員、日本生態系協会学術顧問、鹿児島大学大学院連合農学研究科副指導教官、国土交通省自然環境アドバイザーを歴任。

## 経歴
大阪府立清水谷高等学校から1976年（昭和51年）島根大学農学部林学科に入学。
1981年（昭和56年）に大学卒業後、大阪府立大学大学院農学研究科博士前期課程園芸農学専攻造園学コースに進学。緑地環境学・造園学を専攻。
1983年（昭和58年）に課程を修了。
さらに同大学院農学研究科後期博士課程園芸農学専攻造園学コースを1986年（昭和61年）修了し、同年、農学博士。
1984年（昭和59年）、大阪芸術大学芸術学部旧環境計画学科で非常勤講師を経て
1987年（昭和62年）、東京農業大学短期大学部造園計画学研究室助手。
1989年（平成元年）から日本緑化工学会生態系保全部会幹事、日本造園学会造園植物呼称検討委員会委員。
1990年（平成２年）から公園緑地管理財団（現・公園財団）トンボ相創出に関する湿地生態調査委員会委員。
同年、『野生草花による林床景観の育成・管理に関する生態学的研究』で日本造園学会賞研究論文部門受賞。
1991年（平成３年）から、鹿児島大学農学部助教授就任。
同年、建設省関東地方建設局沿道生態環境復元手法検討委員会委員。
1992年（平成４年）から、鹿児島大学大学院連合農学研究科副指導教官就任。
他、国際トンボ学会日本支部監事、鹿児島市緑化懇話会委員。
1993年（平成５年）、日本緑化工学会理事評議員、住宅・都市整備公団都市空間における草花による草地等の緑化に関する調査研究委員会委員。日本造園学会九州支部幹事、林野庁熊本営林局稲尾岳周辺森林生態系保護地域設定委員会委員、神戸市公園緑地部玉津自然ふれあいモデル地区調査委員会委員、鹿児島県森林多目的利活用促進モデル計画策定委員、神戸市生態環境委員会委員。
1994年（平成6年）、埼玉県「彩の国」環境土木研究会委員、東京都多摩都市整備本部多摩ニュータウン現況樹林調査委員会副委員長。財団法人砂防・地すべり技術センターしらす斜面緑化対策検討委員会委員、鹿児島県照葉樹林の森整備検討委員会委員、兵庫県フラワータウン自然と共生するまちづくりの推進検討委員会委員、兵庫ビオトーププラン策定委員会委員、兵庫県コウノトリの郷公園基本計画策定委員会委員。　
1994年（平成6年）旧建設省土木研究所緑化生態研究室招聘研究員。関東地方建設局自然環境アドバイザー。
1996年（平成８年）から和歌山大学システム工学部に赴任。同年、旧公園緑地管理財団環境教育に配慮した公園の整備・管理技術検討委員会　委員及び幹事長。建設省建設大臣官房生息・生育環境の確保による生物多様性の保全及び活用手法調査検討会委員。
財団法人日本緑化センター自然環境に配慮した植物材料検討委員会委員
群馬県教育委員会不二山地域整備基本計画策定委員会委員、　
広島県呉市呉市２１世紀の丘基本構想委員会委員、
和歌山県環境影響評価審査会委員、
2001年（平成９年）建設省中部地方建設局自然環境アドバイザー。
この他、主な協力関係事業に、田原地区緑化空間整備計画(住宅・都市整備公団関西支社、昭和57年度)、カムバックトンボ作戦（ふれあい拠点整備計画調査（東京都公園緑地部，愛植物設計事務所）平成２年度，平成３年度)、日比谷公園ふれあい拠点整備計画調査（東京都南部公園事務所，愛植物設計事務所、平成２年度，平成３年度）浮間公園ふれあい拠点整備計画調査（東京都北部公園事務所，愛植物設計事務所、平成４年度））多摩市法面調査（将来の良好な法面維持に向けて　カーター・アート環境計画、平成３年度）、野生草花の混生する低茎の草地づくりに関する研究（財団法人生産技術開発機構，平成３年度、平成４年度）、「トンボ回復読本　トンボ池をつくろう」監修（財団法人東京市町村自治調査会，平成４年度）都市空間における草花による草地等の緑化に関する調査研究（住宅・都市整備公団，財団法人日本緑化センター，平成５年度から平成７年度）環境保全治山事業計画調査（生きもののすむ渓流計画、林野庁，財団法人林業土木コンサルタント，平成５年度）東京都立尾久ヶ原公園生物環境調査（東京都北部公園事務所，水研クリエイト，平成５年度）水生植物保全のためのため池の生態構造図化，土木学会環境システム研究，平成8年度
など。

## 著書
著書の一部は国立国会図書館デジタルコレクションにおいて、インターネット上に公開されている。
単著
- 『ビオトープづくり実践帳』　誠文堂新光社　2010年　ISBN 9784416410004
- 『里地里山文化編（下）』　農山漁村文化協会 ISBN 978-4-540-09164-3
- 『里地里山文化編（上）』　農山漁村文化協会
- 『田んぼビオトープ入門―豊かな生きものがつくる快適農村環境』　農山漁村文化協会　2005年 ISBN 4-540-04187-8
- 『ホームビオトープ入門―生きものをわが家に招く』　農山漁村文化協会　2003年 ISBN 4-540-02197-4
- 『ビオトープ再生技術入門―ビオトープ管理士へのいざない』農山漁村文化協会
- 『野生草花による景観の創造』　東京農業大学出版会 1987
- 『生きもののすむ環境づくり－トンボ編－』　環境緑化新聞社　1991
- 『アジアの里山食生活図鑑』　柏書房　アジアの里山食生活図鑑　ISBN 978-4-7601-4317-7
- 『里山・里海　暮らし図鑑―いまに活かす昭和の知恵―』　柏書房 ISBN 978-4-7601-4118-0

共著
- 『水辺のリハビリテーション』（第３章　水辺と生物）ソフトサイエンス社　1993
- 『ビオトープの構造―ハビタットエコロジー入門』朝倉書店　1996
- 『ランドスケープエコロジー』日本造園学会編 技報堂出版 1999 ISBN 4-7655-2125-7 国立国会図書館書誌ID:000002775003
- 『最先端の緑化技術』(第４章．日陰地の緑化) ソフトサイエンス社 1989 ISBN 4-88171-012-5 国立国会図書館書誌ID:000001967739
- 『都市緑化の最新技術』(第２章 野生草花と花木による景観の創造)　工業技術会  1993
- 『生物多様性緑化ハンドブック』地人書館
- 『生態工学』朝倉書店
- 『自然生態修復工学入門―荒廃した里山を蘇らせる』農山漁村文化協会
- 『自然環境復元の技術』(4.4 都市におけるトンボの生息環境づくり) 朝倉書店　1992
- 『緑地生態学』(第３章 昆虫類の生態と生息環境の設計，第４章森林の植生管理) 朝倉書店　1993
- 『雑木林の植生管理』（第4章 ３．林床管理と密度管理）ソフトサイエンス社　1996
- 『自然再生』ソフトサイエンス社
- 『エコロード』（第2章 ４．両生・は虫類）ソフトサイエンス社　1996
- 『エコロジカル・デザイン―いきものと共生するまちづくりベーシックマニュアル―』(応用編 野はらサンクチャリーの創造) ぎょうせい 1992 ISBN 4-324-02220-8 国立国会図書館書誌ID:000002208915 doi:10.11501/13218425
- 『環境緑化の事典』朝倉書店
- 『自然循環型環境の設計』オーム社
- 『環境緑化ガイド―ビオトープの創造』環境緑化新聞社　1996
- 『環境創造・維持管理・復元技術集成』第１巻ランドスケープ・エコロジー編（2章ミニサンクチャリ） 綜合ユニコム株式会社 1992
- 『身近な自然の再生とランドスケープの役割』日本造園学会ランドスケープセミナーテキスト 1999